# 西成区

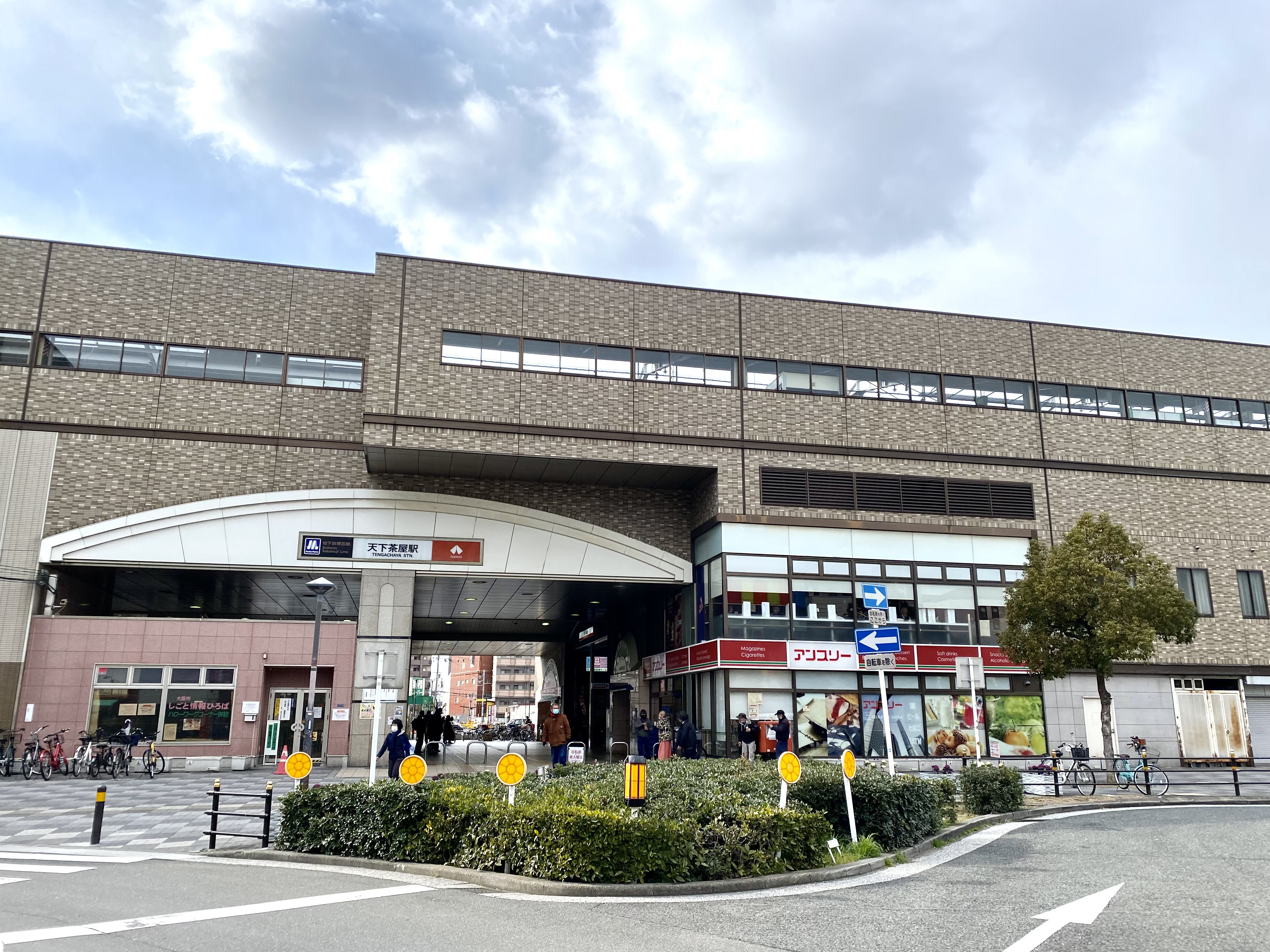
天下茶屋駅

西成区（にしなりく）は、大阪市を構成する24行政区のうちのひとつ。

## 概要
大阪市の南西部に位置する行政区である。区内はおおむね平坦な地形で、大半が住宅街、西部の一部地域が工業地域となっている。鉄道や幹線道路の交通網は主に南北方向に通過し、難波などの大阪市中心部や堺市・大阪府南部方面へとつながっている。新今宮駅付近にはドヤ街のあいりん地区（釜ヶ崎）が所在することでも有名である。また、天王寺にも程近い場所に位置する飛田新地はかつての遊郭だったころから続く日本最大級の風俗街（ソープランド街）である。
明治時代ごろまでは玉出や天下茶屋に集落があったほかは農村地帯だったが、大正時代になって大阪市中心部にも近い地理条件から急速な宅地化が進み、また区の西部では工業地域化が進んだ。
1925年に西成郡今宮町・玉出町・津守村・粉浜村の4か町村が大阪市に編入された際、旧4か町村の範囲で西成区を新設した。区名は旧郡名に由来する。その後1943年に周辺区と境界を調整して現在の区域となっている。

## 地理
上町台地の西側に広がる低地帯で、区内はおおむね平坦な地形となっている。区名の由来である西成郡は上町台地の西側に形成された土地という意味の自然地形を由来にし、古代から「西生」「西成」と表記されてきた。なお、西成郡は1897年の大阪市第一次市域拡張によって現在の此花区、港区、大正区などにあたる地域が大阪市へ編入されて郡域が南北に分断され、1925年の大阪市第二次市域拡張によって西成郡の残余は北東部が東淀川区、北西部が西淀川区、南部が西成区をそれぞれ称することとなった。
区の中央部から南寄り・西寄りにかけては戸建て住宅や低層中層の集合住宅などが多く、また区の西寄りには町工場なども混在するなど、下町の住宅地と工業地区が混在した様相を呈している。区の最西端の木津川沿いは工業地帯となっている。天神ノ森、聖天下など区の東部・南東部は、明治時代後期に現在の西成区南東部から阿倍野区西部にあたる地域が天下茶屋郊外住宅地として開発された歴史的経緯の名残で、閑静な住宅地である。
区の北東部の萩之茶屋付近には「あいりん」と呼ばれる地区があり、かつては日雇い労働者の町として知られた。しかし、バブル崩壊後は公共事業の縮小などで求人が減り、一時はホームレスになる者が増加した。あいりん地区のある新今宮駅周辺は、これまでに何度も発生した暴動などによる負のイメージがつきまとっていたが、現在は新今宮駅周辺は、交通アクセスの良さと比較的低価格で泊まれる宿泊施設が多いことや、すぐ近くにある新世界、通天閣などの観光資源にも恵まれ、海外からのバックパッカーを呼び寄せている。
国勢調査による人口は106,111人（2020年）で、前回（2015年）111,883人より5年間で5.1%減少。ピーク時の214,652人（1960年）から概ね半減している。
2020年国勢調査で、区全体での人口性比（女性100人に対する男性の人数）が136.8であり、全国の行政区ではもっとも男性の割合が高い区である（2位の神奈川県川崎市川崎区が116.0）。特に2024年9月の住民基本台帳人口では、あいりん地区の中心である萩之茶屋1丁目～3丁目においての人口性比は1160.4という値を示す（住民基本台帳で把握できている値であり、実際の状況を反映していない可能性あり）。ただし玉出中、南開など、女性の人口が男性のそれを上回る町丁も存在している。

### 地名
西成区では連合振興町会単位で以下の16地域に分けている。
- 弘治、長橋、萩之茶屋、今宮、橘、梅南、松之宮、玉出、岸里、千本、津守、南津守、北津守、山王、飛田、天下茶屋

地域区分はおおむね2015年小学校統廃合以前の小学校区と一致するが、一部例外もある。
1973年以降の住居表示上の町名としては、以下の32町がある。
- 旭（あさひ）
- 岸里（きしのさと）
- 岸里東（きしのさとひがし）
- 北津守（きたつもり）
- 北開（きたびらき）
- 山王（さんのう）
- 潮路（しおじ）
- 聖天下（しょうてんした）
- 千本北（せんぼんきた）
- 千本中（せんぼんなか）
- 千本南（せんぼんみなみ）
- 太子（たいし）
- 橘（たちばな）
- 玉出中（たまでなか）
- 玉出西（たまでにし）
- 玉出東（たまでひがし）
- 津守（つもり）
- 鶴見橋（つるみばし）
- 天下茶屋（てんがちゃや）
- 天下茶屋北（てんがちゃやきた）
- 天下茶屋東（てんがちゃやひがし）
- 天神ノ森（てんじんのもり）
- 出城（でしろ）
- 中開（なかひらき）
- 長橋（ながはし）
- 萩之茶屋（はぎのちゃや）
- 花園北（はなぞのきた）
- 花園南（はなぞのみなみ）
- 梅南（ばいなん）
- 松（まつ）
- 南津守（みなみつもり）
- 南開（みなみびらき）

区内の地域区分（小学校区および連合振興町会の管轄区域）と、住居表示上の町名の境界は、必ずしも一致しない。「地域名と住所表示上の町名が同一でも、地域区分の範囲としては、同じ名称を持つ住居表示上の町名は一部しか含まれていない場合」「地域の範囲に、別の地域名と同じ名称を持つ住所表示上の町名の一部を含んでいる場合」などもある。住居表示上で同じ町丁に属していても複数の地域に分かれる場合もある。

## 歴史

### 古代〜中世
中世ごろまでは現区域の大半が海辺に面していたと推定される。海道・甲岸・入船（以上、現在の萩之茶屋付近）、曳舟（現在の天下茶屋北付近）、今船（現在の天下茶屋1丁目付近）などの旧地名は、海辺に面していた痕跡を伝えていると考えられている。
後奈良天皇は1557年4月、宮中への大鯛献納に対する感謝の意を示す文書を、今宮村に対して出した。区内にあった弘治小学校の校名は、文書が出された当時の元号・弘治に由来している。
区の南部の玉出は12世紀以降開発が進められ、中世・近世には生根神社を中心とした環濠集落となっていた。

### 近世
近世になると戦乱の舞台となったことを示す記録も残されている。天正年間（1573年 - 1593年）には本願寺門徒が織田信長と戦い、木津川口の防衛のために城塞を築いたと伝えられる。区北部にある出城の地名は、このときに築かれた城塞があった場所と伝えられていることに由来している。
区の中部から東部にかけての一帯を指す天下茶屋の地名は、現在の岸里東2丁目にあった茶屋に豊臣秀吉が立ち寄って休憩したことで、その茶屋が「天下の茶屋」ないしは「殿下の茶屋」といわれたことが由来と伝えられる。天下茶屋の地名の由来となった茶屋は1945年の大阪大空襲で焼失したが、敷地跡の一部は史跡天下茶屋跡となっている。
区の西部の津守・南津守・北津守は、江戸時代中期以降津守新田として開発が進められた地域である。
現在の西成区の区域は江戸時代、大坂三郷に勝間南瓜をはじめとする蔬菜類を供給する近郊農業地帯となっていた。土壌が蔬菜栽培に適していたことや、大坂三郷近郊にあたり肥料類の入手に恵まれていたことが背景にあげられる。蔬菜類は天満青物市場に運んで販売することになっていたが、市街地北部にある天満は現西成区域にあたる村からは遠方だとして、道頓堀や湊町など大坂三郷南部での立ち売りもおこなわれた。立ち売りは天満青物市場との間でしばしば紛争となっていたが、1809年に13品目に限り難波一帯での立ち売りが公認されるようになった。現在の浪速区にある木津市場は、大坂三郷南部での蔬菜類の立ち売りを起源として発展したものである。

### 近代以降
明治時代には町村制の実施により、現在の区域は西成郡今宮村、木津村、勝間（こつま）村（のちの玉出町）、川南村および東成郡天王寺村の一部となった。
1899年の大阪市第一次市域拡張により、今宮村と木津村の北部が大阪市に編入され、今宮村南部と木津村南部が合併して新たな今宮村（のちの今宮町）となった。また川南村の大半も大阪市に編入されたが、唯一編入されずに残った川南村大字津守新田が津守村として独立した。
明治時代後期以降、南海鉄道や阪堺電気軌道などの開通により、天下茶屋から北畠（現・阿倍野区）・帝塚山（現・阿倍野区、住吉区）にかけての界隈が郊外住宅地として開発された。また大正時代以降大阪市の拡大とともに、大阪市に近接している地理条件から人口が急激に増加し、住宅地、工場地へと変貌した。特に花園町、岸里、玉出などは商店街が栄え、木津川沿いは繊維、鉄工、造船などの大工場が立地した。

### 大阪市編入以降
1925年の大阪市第二次市域拡張の際、旧西成郡今宮町・玉出町・津守村・粉浜村が大阪市に編入されて、西成区として区制施行した。区名は旧郡名に由来する。
大阪市第二次市域拡張に際して、当初は西成郡今宮町・玉出町・津守村・粉浜村および東成郡墨江村・敷津村・安立町の区域をもって「住江区」を設置する案が出された。その後、区域を今宮町・玉出町・津守村・粉浜村に変更したうえで「住之江区」とする修正案が出された。しかし「住之江区」では隣接する住吉区と発音が似ているため紛らわしいという意見や、同時に大阪市に編入した旧東成郡域（旧住吉郡域を除く）が当初案の「城東区」から「東成区」に区名を変更したことを受け、旧西成郡域でも郡名を残したいという意向が出されたため、旧郡名からとった「西成区」となった。なお、旧西成郡域は伝法川 - 木津川間が大阪市第一次市域拡張の際に編入済だったため分断されており、伝法川以北が「淀川」を採用した結果、木津川以東の当区が郡名を採用することになった。
編入当初、4町村の中で最大の人口を擁する今宮町の影響力が強く、区名も「今宮区」になる可能性があった。それに対し玉出町が、今宮町と粉浜村の中間に位置することを理由に「玉出区」を提案。どちらを選んでも互いに遺恨が残るため、妥協案として「西成区」になった経緯もある。
区役所は1925年の区発足当初、花園町（現在の花園南1丁目）の旧今宮町役場を使用した。1927年に当時の西成区域のほぼ中央であった千本通3丁目15（現在の千本南1丁目3番、朝日プラザ付近）に移転し、さらに1954年12月10日に西皿池町（現在の岸里1丁目）の現在地に庁舎が竣工して移転している。2001年12月には2代目の現庁舎に建て替えられている。
区発足当初の町名は、旧今宮町域では旧大字を引き継いだ37町、旧玉出町・旧粉浜村・旧津守村についてはそれぞれ全域を玉出町・粉浜町・津守町とした。1927年に旧玉出町域を12町に、旧粉浜町域を4町に分けている。旧津守町域は1948年に町域を東西に分け、津守町東・津守町西の町名ができた。
1943年には大阪市の行政区の分増区に伴い、隣接する住吉区と区の境界を一部調整して現在の区域となった。区南部の粉浜町のほぼ全域と津守町の一部を住吉区に分離するとともに、山王町、松田町、聖天下、天下茶屋（現在の天下茶屋とは異なる）、天神ノ森、北加賀屋町の一部、桜井町の一部（当時の町名）を住吉区より編入した。このうち、山王町、松田町、聖天下、天下茶屋、天神ノ森は旧東成郡天王寺村にあたり、同じ区内に旧西成郡域と旧東成郡域が共存することになった。
1973年に住居表示を実施し、現在の町名に整理されている。

### 年表
- 13世紀ごろ - 勝間大連が住吉から移住し、現在の玉出・生根神社付近を開拓。
- 1885年12月29日 - 阪堺鉄道（現・南海本線）が開通。天下茶屋駅が開業する。
- 1889年 - 町村制に基づく西成郡今宮村・勝間村・木津村・川南村および東成郡天王寺村が発足。
- 1897年4月1日 - 大阪市第一次市域拡張。今宮村（新）および津守村が発足。
- 1900年9月3日 - 高野鉄道（現・南海高野線）が開通。
- 1900年10月26日 - 南海天王寺支線が開通。
- 1905年1月 - 日露戦争のロシア人捕虜収容所が天下茶屋に開設される（同年3月閉鎖）。
- 1907年3月16日 - 天王寺村48番屋敷（現在の岸里東1丁目）に天下茶屋郵便局（現・阿倍野郵便局）が開局。
- 1911年12月1日 - 阪堺電気軌道阪堺線が開通。
- 1914年 - 大阪府立職工学校今宮分校（現・大阪府立今宮工科高等学校）が創立。
- 1914年4月26日 - 阪堺電気軌道平野線（のちの南海平野線）が営業開始。
- 1915年11月1日 - 勝間村が町制を施行。玉出町となる。
- 1917年9月1日 - 今宮村が町制を施行。今宮町となる。
- 1922年8月1日 - 今宮町立図書館が開館（1925年大阪市立今宮図書館。1945年戦災で焼失しそのまま廃止）。
- 1925年4月1日 - 現区域が大阪市に編入。旧西成郡今宮町・玉出町・津守村・粉浜村の区域で西成区を設置。旧天王寺村の区域（山王・天下茶屋地区）は住吉区に属する。
- 1926年5月 - 大阪市立今宮産院を開設。
- 1927年10月1日 - 阪堺電鉄（1944年大阪市電阪堺線）が開業。
- 1930年4月 - 今宮消防署（現・西成消防署）が開庁。
- 1934年9月21日 - 室戸台風で区内の各小学校校舎が倒壊し、児童らが校舎の下敷きになるなどして死傷。
- 1937年8月11日 - 天下茶屋郵便局から管轄区域を分離する形で、西成郵便局が開局。
- 1938年4月21日- 大阪市営地下鉄1号線（現・御堂筋線）が延伸。動物園前駅が開業。
- 1940年 - 国道16号（現・国道26号）が開通。
- 1942年5月10日 - 大阪市営地下鉄3号線（現・四つ橋線）が延伸。花園町駅が開業。
- 1943年4月1日 - 大阪市は行政区分増区・境界変更を全市的に実施。西成区関係では、粉浜などを住吉区に変更し、山王・天下茶屋などを住吉区から編入して現行区域となる。
- 1943年8月7日 - 西成税務署を開設。
- 1945年 - 数度にわたる空襲により地域が被災。
- 1946年6月3日 - 大阪市立今宮産院を大阪市立今宮市民病院に改編。
- 1948年 - 西成税務署が現在地に移転。
- 1949年6月20日 - 空襲で被災した南海天王寺支線の曳舟駅、大門通駅を廃止し、代替として今池町駅が開業。
- 1950年9月 - ジェーン台風で津守町方面を中心に浸水被害。
- 1953年3月 - 西成消防署が現在地に移転。
- 1954年12月10日 - 西成区役所が現在地に移転。
- 1956年6月1日 - 大阪市営地下鉄3号線花園町駅～岸里駅間が延伸開業。
- 1958年5月31日 - 大阪市営地下鉄3号線岸里駅～玉出駅間が延伸開業。
- 1961年12月4日 - 西成郵便局が現在地に移転。
- 1968年9月30日 - 大阪市電阪堺線が廃止。
- 1970年3月13日 - 阪神高速道路15号堺線・17号西大阪線が開通。
- 1973年 - 千本松大橋が開通。
- 1973年11月 - 住居表示実施。現行の町名となる。
- 1974年4月 - 大阪府立西成高等学校が開校。
- 1978年4月 - 大阪市立今宮市民病院を大阪市立母子センターに改編。
- 1980年11月27日 - 南海平野線が廃止。
- 1982年3月1日 - 南海天下茶屋工場廃止。
- 1984年11月18日 - 南海天王寺支線、天下茶屋〜今池町間を部分廃止。
- 1985年3月15日 - 西成区民センター・大阪市立西成図書館が開館。
- 1991年7月 - 大阪フィルハーモニー会館が開館。
- 1993年3月4日 - 大阪市営地下鉄堺筋線が動物園前駅から天下茶屋駅まで延伸開業。
- 1993年4月1日 - 南海天王寺支線が全面廃止。
- 1993年4月18日 - 南海本線萩ノ茶屋〜粉浜間高架化。岸ノ里駅と玉出駅を統合し岸里玉出駅開業。
- 1993年 - 大阪市立母子センター（梅南1丁目）を廃止。大阪市立総合医療センター（都島区）に統合。
- 1996年 - 区制70周年を記念してマスコットキャラクター「スーパーポンポコジャガピーにしなりくん」を制定。
- 2000年9月30日 - 南津守さくら公園が開園。
- 2001年12月 - 西成区役所庁舎（2代目、現庁舎）が竣工。地下鉄岸里駅出入口も区役所に併設。
- 2003年 - 大阪市社会福祉研修・情報センター（ウェルおおさか）開設。
- 2012年9月10日 - 桂文枝が西成区のPR大使に就任。
- 2013年10月8日 - ウェルおおさかに「西成情報アーカイブ」開設。

## 交通

### 鉄道
区内の鉄道路線は主に南北方向に通り、大阪市中心部と堺市・大阪府南部方面を結んでいる。東西の鉄道網はほとんどなく、区の北端・浪速区との境界付近をJR線や御堂筋線が東西方向に通るような形になっている。
西日本旅客鉄道（JR西日本）
 大阪環状線・ 関西本線（大和路線）：新今宮駅
- 新今宮駅付近のJR線は西成区と浪速区との境界線に沿って走っている。登記上は、JR新今宮駅の住所は浪速区になる。

大阪市高速電気軌道 (Osaka Metro)
 御堂筋線：動物園前駅
 堺筋線：動物園前駅 - 天下茶屋駅
 四つ橋線：花園町駅 - 岸里駅 - 玉出駅
- 玉出駅の住所は住之江区だが、駅施設の大半は西成区側にある。

南海電気鉄道
 南海本線：新今宮駅 - 天下茶屋駅 - 岸里玉出駅
 高野線：新今宮駅 - 萩ノ茶屋駅 - 天下茶屋駅 - 岸里玉出駅
■ 汐見橋線：岸里玉出駅 - 西天下茶屋駅 - 津守駅 - 木津川駅
阪堺電気軌道
■ 阪堺線：新今宮駅前停留場 - 今池停留場 - 今船停留場 - 松田町停留場 - 北天下茶屋停留場 - 聖天坂停留場 - 天神ノ森停留場 - 東玉出停留場 - 塚西停留場（住吉区にもまたがっている）
（廃線）
- 大阪市電阪堺線 - 1968年9月30日廃止。新なにわ筋道路上の併用軌道を走っていた。区内には北から、北津守・鶴見橋通・津守神社前・宝橋・南津守の各電停を設置。
- 南海天王寺支線 - 天下茶屋駅と天王寺駅を結んでいた。1993年廃止。天王寺駅以外の駅はすべて区内に所在。
- 南海平野線 - 今池停留場から分岐。区内には飛田停留場があった。

### バス
バスは大阪シティバスの路線が、あべの橋・なんば方面と地下鉄住之江公園方面を結んでいる。
2000年代には、区内を環状路線で運行して鉄道駅や公共施設などを結ぶ赤バスが大阪市交通局によって運行されていたが、2013年3月をもって廃止された。
赤バス廃止後は西成区役所による暫定措置として、代替の福祉バスとしてジャガピーバスを運行していた。曜日限定運行、高齢者・障害者などに利用者を限定するなどしていた。同バスは1年ほどで廃止されている。

### 道路
- 阪神高速道路
  - 14号松原線：阿倍野入口
  - 15号堺線：津守出入口 - 玉出出入口
  - 17号西大阪線：北津守出入口
- 国道 国道26号、 国道43号
- 松虫通（大阪市道、都市計画道路木津川平野線）
- 南港通（大阪府道5号大阪港八尾線、都市計画道路柴谷平野線）
- 新なにわ筋（大阪府道29号大阪臨海線、都市計画道路尼崎堺線）
- なにわ筋（大阪府道41号大阪伊丹線、都市計画道路加島天下茶屋線）

### 渡船

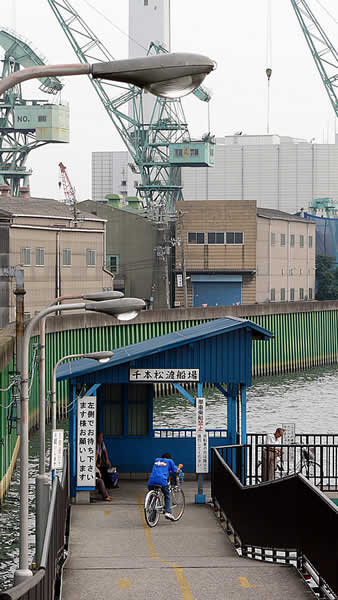
千本松渡船場

西成区を発着する渡船は木津川の3か所で運航され、いずれも対岸の大正区とを結んでいる.
。大阪市建設局が運航している。市の直営で運航されているが、一部渡船場については民間業者に委託されている。いずれの渡船も、歩行者および自転車専用で、道路の代替扱いとして無料となっている。
- 落合上渡 大正区千島一丁目 - 西成区北津守三丁目 日中15分ごと。
- 落合下渡 大正区平尾一丁目 - 西成区津守二丁目 日中15分ごと。
- 千本松渡 大正区南恩加島一丁目 - 西成区南津守二丁目 日中15分ごと。

## 教育
2020年時点では、区内には高等学校2校・中学校6校・小学校11校（以上いずれも公立。小中一貫校1組を含む）、専修学校2校（私立2）、幼稚園3園（公立2・私立1）が設置されている。大学や特別支援学校は区内には設置されていない。
かつて私立の金剛学園が梅南2丁目にあったが、学校敷地がなにわ筋の延伸予定地となったことから、住之江区南港に移転した。同校跡地の一部はなにわ筋の道路敷地となり、残りの部分はライフ西天下茶屋店となった。

### 高等学校
- 大阪府立西成高等学校（エンパワメントスクール）
- 大阪府立今宮工科高等学校（全日制工業系学科、定時制総合学科）

### 小・中学校（小中一貫校含む）
小学校は、いずれも大阪市立の天下茶屋小学校・長橋小学校・橘小学校・まつば小学校・玉出小学校・岸里小学校・千本小学校・南津守小学校・北津守小学校と、新今宮小学校の計10校がある。
中学校は、いずれも大阪市立の天下茶屋中学校・今宮中学校・成南中学校・鶴見橋中学校・玉出中学校・梅南中学校の計6校となる。
新今宮小学校と今宮中学校は「いまみや小中一貫校」として小中一貫教育を実施している。また天下茶屋中学校は天下茶屋・橘の2小学校、成南中学校は岸里・千本の2小学校、鶴見橋中学校は長橋・北津守の2小学校、梅南中学校はまつば小学校の校区を、それぞれ中学校校区とする。
明治時代初期に、勝間村に玉出小学校（1873年2月）、津守村に津守小学校（1875年10月）が設置された。玉出小学校は、西成郡で最初に設置された小学校だとされている。今宮村では現浪速区の区域に今宮小学校（のちの恵美小学校）が設置されている。今宮村北部の大阪市への分離編入（1897年）により今宮村には一時期小学校がなくなったが、1898年に新たな今宮村の小学校として今宮小学校（後年の弘治小学校）が開校している。
大正時代以降地域の人口急増により、1910年代から1920年代にかけて現在区内にある小学校が次々と開校した。
中学校については1947年の学制改革の際、西成第一（天下茶屋）・西成第二（今宮）・西成第三（成南）の3中学校が設置された。翌1948年には西成第四（鶴見橋）中学校が開校。その後、1955年に玉出中学校（成南中学校から分離）、1972年に梅南中学校（鶴見橋中学校から分離）がそれぞれ開校している。
一方で2000年代以降は、区内、特に区の北部（北東部および北西部）での地域の児童数減少が顕在化し、学校再編が検討されるようになった。
区北東部地域では、小学校の統合を含めた再編が検討されていた。その後小中一貫校への改編の話が持ち上がって具体化し、2015年4月1日に弘治・萩之茶屋・今宮の各小学校を統合したうえで、今宮中学校敷地に小学校を併設する形で新今宮小学校・今宮中学校（いまみや小中一貫校）へと改編した。
また区北西部地域では、地域の児童数減少を踏まえての再編で、梅南小学校と津守小学校が2015年4月1日に統合され、津守小学校を閉校したうえで梅南小学校を「大阪市立梅南津守小学校」に改称した。さらに梅南津守小学校と松之宮小学校が2021年4月1日に統合し、松之宮小学校を閉校のうえで梅南津守小学校を「大阪市立まつば小学校」に改称した。
校区については、山王は阿倍野区の金塚小学校・松虫中学校校区に指定されている。また天神ノ森の大半については、阿倍野区の晴明丘小学校・晴明丘南小学校および阪南中学校の校区に指定されている。
2015年度より、市立小中学校について学校選択制が導入された。

### 幼稚園
区内には、大阪市立2園と私立1園の計3園が設置されている。
- 大阪市立玉出幼稚園 - 1927年4月10日玉出小学校内に併設する形で創立し、1949年8月独立園舎へ移転。
- 大阪市立天下茶屋幼稚園 - 1951年4月5日玉出幼稚園分園として天下茶屋小学校内で開園。1952年2月独立園舎へ移転し1952年4月に天下茶屋幼稚園へ改編。
- 岸の里幼稚園（私立） - 1953年8月16日開園。

### 専修学校
- 大阪ファッションアート専門学校
- 南大阪看護専門学校
- 大阪観光ビジネス学院

### 廃校
- 大阪市立新今宮小学校・中学校 -  2015年に開校した同名の新今宮小学校（いまみや小中一貫校）とは別の学校。あいりん地域において児童生徒の不就学が問題になっていたことへの対策として、不就学児童・生徒を対象に、1962年に「大阪市立萩之茶屋小学校・今宮中学校分校あいりん学園」を設置した。1963年に大阪市立あいりん会館内に移転し「大阪市立あいりん小学校・中学校」として独立したのち、1973年に萩之茶屋一丁目に独立校舎を設置し「大阪市立新今宮小学校・中学校」と改称している。在籍者が減少して歴史的役割を終えたと判断され、小学校は1981年・中学校は1984年に閉校した。
- 大阪市立弘治小学校 - 2015年3月閉校。
- 大阪市立萩之茶屋小学校 - 2015年3月閉校。
- 大阪市立今宮小学校 - 2015年3月閉校。
- 大阪市立津守小学校 - 2015年3月閉校。
- 大阪市立津守幼稚園 - 1948年11月6日、玉出幼稚園分園として津守小学校内に開設。1949年3月津守幼稚園へ改編。1958年3月津守小学校とともに移転。2013年以降募集停止し、2015年3月閉園。
- 南大阪臨床検査技師専門学校

## 名所・旧跡・文化・観光施設

### 公園
- 南津守さくら公園スポーツ広場：セレッソ大阪堺レディースのホームグラウンド
- 南津守中央公園
- 西成公園
- 天下茶屋公園

### 社寺
- 津守神社
- 敷津松之宮西成社
- 生根神社
- 天神ノ森天満宮
- 松乃木大明神
- 安養寺
- 苔山龍王
- 波切不動尊

### 史跡
- 天下茶屋跡
- 津守新田会所跡
- てんのじ村記念碑
- 飛田新地

### 文化施設
- 西成区民センター・西成図書館
- 大阪フィルハーモニー会館

### 劇場
- オーエス劇場 山王二丁目14-20
- 鈴成座 鶴見橋二丁目9-1
- 梅南座 梅南一丁目8-21
- 関西ニューアート 鶴見橋二丁目9-1
- パシフィック・シアター 梅南二丁目4-27

### 寄席
- 動楽亭（席亭は桂ざこば）山王一丁目17-6
- 西成寄席（西成区民センターで2月・5月・8月・11月に開催）

- 津守神社
- 天神ノ森天満宮
- 史跡天下茶屋跡
- 西成区民センター・西成図書館
- 大阪フィルハーモニー会館
- 南津守さくら公園

## 住宅団地
- 市営天津橋住宅
- 市営岸之里住宅
- 市営北津守住宅
- 市営千本住宅
- 市営千本中住宅
- 市営津守住宅
- 市営出城住宅
- 市営出城西住宅
- 市営出城東住宅
- 市営中津守住宅
- 市営中開住宅
- 市営中開東住宅
- 市営長橋住宅
- 市営萩之茶屋住宅
- 市営萩之茶屋北住宅
- 市営ひらき住宅
- 市営ひらき西住宅
- 市営松之宮住宅
- 市営南津守住宅
- 大よし本店社宅
- 西濃運輸大阪支店社宅家族寮
- 前川社宅

なお西成区は大阪市24区では鶴見区とともにUR賃貸住宅が存在しない。

## 西成区を舞台とした作品

### 映画
- めし（1951年）成瀬巳喜男監督
- おとうと（2010年）山田洋次監督
- 解放区（2014年）太田信吾監督

### テレビドラマ
- 釜ヶ崎（1961年）
- 日の出食堂の青春（1982年に放送されたNHK銀河テレビ小説の第133作）
- 天下茶屋のハッちゃん（1988、1889年）
- 青空にちんどん（1994年）
- ふたりっ子（1996年下半期に放送されたNHK連続テレビ小説の第55作）- 西天下茶屋商店街周辺でもロケがおこなわれた。

### 歌舞伎
- 敵討天下茶屋聚（通称「天下茶屋」）

### 新喜劇
- 人生双六（松竹新喜劇、茂林寺文福作）

### 落語
- 疝気の虫
- ふるさとの味（林家そめすけ作）

### 小説
- 「己が罪」（菊池幽芳）
- 「釜ヶ崎」（武田麟太郎）
- 「めし」（林芙美子）
- 「黒い白鳥」（鮎川哲也）
- 「西成山王ホテル」（黒岩重吾）
- 「てんのじ村」（難波利三）
- 「この女」（森絵都）

### 詩
- 「葦の地方」（小野十三郎）

### 漫画
- じゃりン子チエ（はるき悦巳）
- カマやん（ありむら潜）

### アニメ
- じゃりン子チエ（はるき悦巳）
- ジョゼと虎と魚たち（原作・田辺聖子、監督・タムラコータロー） - 主人公ジョゼの家の最寄り駅として、天下茶屋駅が登場する。

### 西成区でロケがおこなわれた作品
- 映画
  - 大阪ハムレット（2009年）光石富士朗監督 - 岸里玉出駅もロケ地の一つとなった。
  - 円卓 こっこ、ひと夏のイマジン（2014年）行定勲監督 - 西成公園もロケ地の一つとなった。
- テレビドラマ
  - ボーダーライン（2014年） - 西成区役所庁舎・橘千本北公園・南津守6丁目もロケ地となった[5]。

## 西成区に本社をおく企業
- イズミヤ - 花園南一丁目
- はやし（スーパーはやし） - 鶴見橋一丁目
- 越前屋 - 鶴見橋一丁目
- スーパー玉出 - 玉出中一丁目
- 青空宣伝社 - 天下茶屋北一丁目
- 丸美衣料 - 萩之茶屋一丁目
- リクロー（りくろーおじさんの店。チーズケーキ、洋菓子） - 千本北二丁目（創業地・本部事務局。登記上の本社は中央区難波）
- 会津屋（たこ焼き） - 玉出西二丁目
- サンヨー製菓（ヨーグル）- 橘一丁目
- ナカオヤ（駄菓子屋） - 橘一丁目
- ハシモト（カタヌキ） - 橘二丁目
- 池下商店（ヒシ梅ソース） - 松一丁目
- 白山殖産 - 津守二丁目
- 大阪紙器工業 - 松三丁目
- 共和（輪ゴム、ゴム・プラスチック製品） - 橘三丁目
- 久金属工業 - 北津守三丁目
- 新井製作所 - 津守二丁目
- 古林工業 - 津守三丁目
- みづほ工業 - 南津守四丁目
- エム・システム技研 - 南津守五丁目
- 大阪造船ドック（ダイゾーグループ） - 北津守四丁目

### 西成区が発祥の企業
- 産業経済新聞社 - 源流となる大阪新聞（創刊当初は「南大阪新聞」）が天下茶屋で創刊
- 永和信用金庫 - 山王信用組合として山王町（現在の山王）で設立
- モリサワ - 写真植字機メーカー大手。森澤信夫が津守で創業
- ぼてぢゅう - お好み焼きチェーン。玉出で創業
- タカラベルモント - 理美容機器、化粧品、医療機器などの製造・販売。現在の北津守二丁目（大阪工場所在地）で鋳物工場として創業。

## 隣接する区
- 大正区、住吉区、住之江区、阿倍野区、天王寺区、浪速区

## 出身者
（各分野五十音順）

### 政治
- 杉久武 - 参議院議員
- 前田久吉 - 実業家、東京タワー創業者、元参議院議員
- 松岡徹 - 元参議院議員、元大阪市会議員
- 柳本顕 - 衆議院議員、元大阪市会議員
- 柳本卓治 - 元参議院議員、元衆議院議員、元大阪市会議員
- 吉川吉郎兵衛 - 元衆議院議員

### 学術
- 上野俊樹 - 経済学者
- 津田秀夫 - 日本史学者
- 中谷義雄 - 医学博士
- 福井謙一 - 化学者 (ノーベル化学賞受賞者)

### 文化・芸術
- アーサー・ホーランド - 牧師
- 加藤ヒロノリ - ゲームデザイナー
- 木村義志 - 著作家、編集者
- 玄秀盛 - 日本駆け込み寺代表
- 高橋勇夫 - 僧侶
- 津村記久子 - 作家
- 西沢5㍉ - 漫画家、イラストレーター
- 藤原ひろのぶ - 社会運動家、作家
- はるき悦巳 - 漫画家
- 松村匠- 映像プロデューサー
- 眉村卓 - 作家
- 李闘士男 - テレビディレクター、映画監督

### 芸能
- 池田和歌子 - 女優
- 烏川耕一 - 吉本新喜劇
- 内場勝則 - 吉本新喜劇
- 大村孝佳 - ギタリスト
- 柏原芳恵 - 歌手・女優・タレント
- 桂ざこば - 落語家
- 門松良祐 - シンガーソングライター
- 小松まこと - 芸人
- 清水仁 - 歌手
- 高津慶子 - 女優
- 立花理佐 - 女優・歌手・タレント
- CHAKA - 歌手
- 趙博 - タレント
- 西岡秀記 - 歌手
- ハイラム・ブロック - ギタリスト
- 林家そめすけ - 落語家
- 林家染丸 - 落語家
- 日高晤郎 - 芸人、ラジオパーソナリティ
- 藤島桓夫 - 歌手
- 村尾英文 - 俳優
- MOCA（ベリーグッドマン） - 歌手
- やしきたかじん - シンガーソングライター・タレント
- 山口ひろみ - 歌手
- 羅門光三郎 - 俳優
- SHINGO☆西成 - ラッパー

### スポーツ
- 赤井英和 - 元プロボクサー、俳優
- 安藤正勝 - 卓球選手
- 岩木康郎 - 元プロ野球選手
- 香川伸行 - 元プロ野球選手、野球解説者
- 慶元秀章 - 元プロ野球選手
- ストラッサー起一 - 総合格闘家
- 大竜忠博 - 元大相撲力士
- 中武克雄 - 競輪選手、ボディビルダー
- 野村高司 - 元プロレスラー
- 北勝城勲 - 元大相撲力士
- 益川満育 - 元プロ野球選手
- 山下和輝 - 元プロ野球選手
- 雷光肇 - 元大相撲力士

### 西成区にゆかりのある人物
- 飯田つのみ - 作詞家・ノンフィクション作家。旭を拠点に活動・居住していた。
- 伊東静雄 - 詩人。大阪府立住吉中学校（現・大阪府立住吉高等学校）教諭時代に、一時期西成区松原通（現在の岸里東）に住んでいたことがある。
- 恵良敏彦 - プロボクサー。西成区を拠点に活動している。
- 近江巳記夫 - 元衆議院議員（中選挙区大阪3区）。元大阪市議（西成区選挙区）。
- 沖本泰幸 - 元衆議院議員（中選挙区大阪1区）。元大阪府議（西成区選挙区）。
- 織田長益（有楽斎） - 安土桃山時代から江戸時代初期の大名・茶人。現在の天下茶屋3丁目の一部から岸里東1丁目の一部にかけての旧地名・有楽町は、この地に有楽斎が住んでいたことに由来すると伝えられている。
- 桂文枝 (5代目) - 落語家。生前、玉出に住んでいた。
- 六代 桂文枝 - 落語家。玉出の五代目文枝の自宅で内弟子修行していた。その縁で西成区PR大使に就任。
  - 六代文枝をはじめ五代目文枝の弟子は、玉出の文枝の自宅で内弟子修行を行っている。
- 木佐貫真照 - 更生団体「日本達磨塾」代表。玉出を拠点に活動。
- 小谷輝二 - 元衆議院議員（中選挙区大阪1区）。元大阪府議（西成区選挙区）。
- ザ・タイガース - グループ・サウンズ。京都から岸里のアパートに移り住み、音楽喫茶「ナンバ一番」に出演。
- 坂田佳子 - ジャズシンガー。三角公園を拠点に活動している。
- ジョーブログ - YouTuber、プロボクサー。居酒屋「西成ホルモンレディゴー」を経営している。
- 渋谷天外 - 喜劇役者。生前、聖天坂に住んでいた。
- 武野紹鴎 - 茶人。晩年は天神ノ森天満宮内の森に隠棲していたと伝えられ、その森は紹鴎の森と呼ばれる。
- 鳥取春陽 - 街頭演歌師。関東大震災後、天下茶屋に居住。
- 二世桐竹紋十郎 - 文楽人形遣い、二世桐竹勘十郎、吉田簑助、桐竹紋寿らの師匠）：堺市出身だが没年まで西成区在住。
- 西川きよし・西川ヘレン - タレント。新婚時代に玉出のアパートに住んでいたことがある[6]。
- 福井謙一 - 化学者・ノーベル化学賞受賞者。少年時代に在住。玉出第二尋常小学校（現・岸里小学校）に通う。
- 藤木悠 - 俳優。東京都品川区出身、西成区育ち。